# ワンツー・どん
『ワンツー・どん』は、NHK教育テレビジョンで1974年4月10日から1996年3月11日まで放送されていた小学校1年生向けの学校放送（教科：音楽）である。映像は当初からカラー放送。音声は当初モノラル放送だったが、1990年10月1日に東名阪の教育テレビが音声多重放送を開始したのに伴い、同日からステレオ放送となった。

## 概要
昭和48年度（1973年度）まで、小学校向けの音楽教育番組は、低学年向け『うたいましょうききましょう』、中学年向け『みんなの音楽』、高学年向け『音楽教室』が放送されていた。昭和49年度より、視聴対象を1-3年生に集約し、各学年1本の音楽番組に組み替えることとなった。「うたいましょう ききましょう」の時間帯に1年生向け『ワンツー・どん』、『みんなの音楽』の時間帯に2年生向け『うたって・ゴー』、『音楽教室」の時間帯に3年生向け『笛はうたう』（翌年より『ふえはうたう』に改題）が一斉にスタートした。
『ワンツー・どん』は『うたいましょう ききましょう』から浅井正子が続投し、『なかよしリズム』出演経験のある飯野修実が復帰して始まった。歴代レギュラーの中には、ザ・ワイルドワンズのメンバーであった鳥塚しげき、『ステージ101」や『おかあさんといっしょ』に出演して著名であった田中星児もいる。東京放送児童合唱団を主とする児童合唱団の音楽遊びを歌のおにいさん・おねえさんが主導するスタイルで音楽の楽しさを伝えるコンセプトで作られている。
そのため、音楽遊びのために作られた新曲は数多く、バンブーダンス用に製作された「イルカはざんぶらこ」は学校での実践に活用された。循環式のケンパ遊びが可能な「まいごのカンガルー」、近未来的なテクノポップのアレンジでありながら、伝統的な手合わせ遊びの要素を持つ振り付けの「宇宙人のテレパシー」などが知られる。幼稚園・保育園でバースデーソングのひとつとして受容されている「だれにだっておたんじょうび」、低学年の斉唱・合唱の定番曲である「地球はみんなのものなんだ」、ディスコ調のダンス曲「アイスクリームパラダイス」などの普及にも影響を与えた。本番組から生まれ、後に『おかあさんといっしょ』の歌のコーナーで使用された楽曲もある。
それに加えて、クニ河内・石川晶・中川ひろたか・上柴はじめ・早川史郎ら歴代の「リズムのおじさん」が楽器紹介や楽典学習を仕込んだゲームを展開することで、座学に陥りがちな基礎学習に刺激を与えてきた。
22年間にわたり、リニューアルされながら放送が続けられたが、平成8年（1996年）度より1・2年生向けの新番組『まちかどド・レ・ミ』を立ち上げることになったため、『うたって・ゴー』とともに1996年3月をもって終了した。1・2年生を分離した『ワンツー・どん』と『うたって・ゴー』が並立した22年間は、1・2年生共通番組であった前番組『うたいましょう ききましょう』の19年、『まちかどド・レ・ミ』と『ドレミノテレビ』を合わせた10年より長いものとなっている。
『ワンツー・どん まほうのリズム』がハイビジョン制作である。

### 1980年度・1992年度の放送日程
一例として、昭和55年施行学習指導要領および平成4年度施行学習指導要領に準拠し、NHK提供「NHKクロニクル」にて放送日程が明示してある昭和55年度（1980年4月-1981年3月）と平成4年度（1992年4月-1993年3月）の放送日程を示す。平成4年度は回数が半減し、隔週本放送となっているが、すでに1980年代前半には隔週本放送になっている。平成4年度は5月4日が憲法記念日振替休日、11月23日が勤労感謝の日と重なり、本放送は休止しているが、同じ週の再放送枠で放送されている。昭和55年度は2月11日が建国記念の日と重なっているが、再放送枠での放送の有無は不明。
| 1980年度 | タイトル               | 1992年度 | タイトル               |
| -------- | ---------------------- | -------- | ---------------------- |
| 4月9日   | ワンツーどん           | 4月6日   | さあ はじめよう        |
| 4月16日  | （資料なし）           | 4月13日  | 再放送                 |
| 4月23日  | はるのうた             | 4月20日  | いっしょにうたおう     |
| 4月30日  | 大きな栗の木の下で     | 4月27日  | 再放送                 |
| 5月7日   | じゃんけんあそび       | 5月8日   | たのしいリズム         |
| 5月14日  | リズムであそぼう 1     | 5月11日  | 再放送                 |
| 5月21日  | うたのおいかけっこ 1   | 5月18日  | まねっこあそび         |
| 5月28日  | たのしいハーモニカ     | 5月25日  | 再放送                 |
| 6月4日   | リズムにあわせて 1     | 6月1日   | じゃんけんぽん         |
| 6月11日  | あめふり               | 6月8日   | 再放送                 |
| 6月18日  | リズムであそぼう 2     | 6月15日  | たのしいがっき         |
| 6月25日  | ケンパあそび           | 6月22日  | 再放送                 |
| 7月2日   | たなばた               | 6月29日  | さあ なつだ            |
| 7月9日   | おたよりひろば         | 7月6日   | 再放送                 |
| 9月3日   | みんなでうたおう       | 8月31日  | みんなでうたおう       |
| 9月10日  | （資料なし）           | 9月7日   | 再放送                 |
| 9月17日  | まねあそび 1           | 9月14日  | こえをあわせて         |
| 9月24日  | リズムであそぼう 3     | 9月21日  | 再放送                 |
| 10月1日  | うかれもっきん         | 9月28日  | おまつりわっしょい     |
| 10月8日  | まつりだわっしょい     | 10月5日  | 再放送                 |
| 10月15日 | 手あわせうた           | 10月12日 | かえうたあそび         |
| 10月22日 | あきのうた             | 10月19日 | 再放送                 |
| 10月29日 | リズムであそぼう 4     | 10月26日 | がっきをならそう       |
| 11月5日  | まねあそび 2           | 11月2日  | 再放送                 |
| 11月12日 | 森のくまさん           | 11月9日  | てあわせあそび         |
| 11月19日 | ラッパはひびく         | 11月16日 | 再放送                 |
| 11月26日 | リズムにあわせて 2     | 11月27日 | はずむリズム           |
| 12月3日  | （資料なし）           | 11月30日 | 再放送                 |
| 12月10日 | （資料なし）           | 12月7日  | きたかぜぴゅ－ぴゅ－   |
| 12月17日 | （資料なし）           | 12月14日 | 再放送                 |
| 1月7日   | （資料なし）           | 1月11日  | きれいなうたごえ       |
| 1月14日  | （資料なし）           | 1月18日  | 再放送                 |
| 1月21日  | ドレミのうた           | 1月25日  | リズムにあわせて       |
| 1月28日  | ふゆのうた             | 2月1日   | 再放送                 |
| 2月4日   | リズムにあわせて 3     | 2月8日   | ドレミであそぼう       |
| 2月11日  | 休止（建国記念の日）   | 2月15日  | 再放送                 |
| 2月18日  | ピアノはうたう         | 2月22日  | どんくんのおんがくかい |
| 2月25日  | ごんべさんのあかちゃん | 3月1日   | 再放送                 |
| 3月4日   | リズムであそぼう 5     | 3月8日   | さよならげんきで       |
| 3月11日  | おたよりひろば         | 3月15日  | 再放送                 |

## 放送時間
いずれも日本標準時、別の時間帯での再放送あり。
| 期間                          | 放送時間             |
| ----------------------------- | -------------------- |
| 1974年4月10日 - 1979年3月14日 | 水曜日 10:45 - 11:00 |
| 1979年4月11日 - 1980年3月19日 | 水曜日 11:20 - 11:35 |
| 1980年4月09日 - 1982年3月17日 | 水曜日 11:15 - 11:30 |
| 1982年4月08日 - 1985年3月14日 | 木曜日 09:00 - 09:15 |
| 1985年4月08日 - 1990年3月12日 | 月曜日 11:00 - 11:15 |
| 1990年4月02日 - 1996年3月11日 | 月曜日 09:00 - 09:15 |

## 出演者
どんくん
声：伊東永昌（初代）、潘恵子（二代目）、大和田りつこ（三代目）、篠原恵美（四代目）、杉山佳寿子（昭和50年代前半ごろ）
全期間を通して登場した本番組のマスコットキャラクター。オープニング明けに「イエーイ、どんくんです」の台詞とともに共演者たちと掛け合いをしたり、歌に参加したりしていた。
帽子と服を身につけたビーバーのような姿で知られるが、初期にはカミナリ小僧のような姿だった。鳥塚しげきが1978年にリリースした「虫虫虫めがねの歌」のシングルレコードジャケットには、カミナリ小僧タイプが写っている。1980年にリリースした当番組のLPアルバムのジャケットには、田中星児・大和田りつこらとともにビーバータイプが写っている。ビーバーになってからも、帽子と服のデザインは若干変わることがあった。
カウントバッファローズ
メンバー：石川晶（リーダー・ドラム）、直居隆雄、ミッキー佐野（ギター）、江藤勲（ベース）、岸義和（トランペット）、村岡健（サックス・フルート・クラリネット）、石山実穂（パーカッション）、クニ河内、上柴はじめ（ピアノ・キーボード）、西山健治、石山実、兼崎順一、大久保明、加瀬達、斉藤清
ほか多数。サックス担当者がもう一人いた時期や、トロンボーン担当者がいた時期もある。
「石川のおじさん」こと石川晶率いるバンドで、番組中に流れるほとんどの歌曲の伴奏を担当していた。石川以下4人のリズムセクションに、金管・木管楽器担当者が数人付くという形。
石川が番組を降板した後もバンドは「ドン・ポップス」と名を変えて続けられ、メンバーの入れ替えを行いながらも番組が終了するまで担当し続けた。
1974年度
飯野修実（歌のお兄さん）、浅井正子、吉川朋江（歌のお姉さん）、工藤勉（リズムのおじさん）
1975年度
山崎睦子（歌のお姉さん）
1976年度
鳥塚しげき（とりさん）、山崎睦子（歌のお姉さん）
1977年度 - 1978年度
鳥塚しげき（とりさん）、山崎睦子（歌のお姉さん）、石川晶（リズムのおじさん）
1979年度
大和田りつこ（歌のお姉さん）、レオナルド（歌のお兄さん：いぬい達也、吉川晃、相原道幸、泉江一）、石川晶、クニ河内、山本直喜、伊藤昌明（以上リズムのおじさん）
1980年度 - 1981年度
田中星児（歌のお兄さん）、大和田りつこ（歌のお姉さん）、石川晶、クニ河内（リズムのおじさん）
1982年度 - 1984年度
鳥塚しげき（とりさん）、笠原あかね（歌のお姉さん）、石川晶（リズムのおじさん）
1985年度 - 1987年度
春口まさ子（歌のお姉さん）、石川晶、石山実、上柴はじめ（リズムのおじさん）
1988年度 - 1989年度
稲村なおこ（歌のお姉さん）、中川ひろたか、上柴はじめ（リズムのおじさん）
1990年度 - 1991年度
稲村なおこ（歌のお姉さん）、上柴はじめ（リズムのおじさん）
1992年度 - 1993年度
あまのみちこ（歌のお姉さん）、早川史郎（リズムのおじさん）
1994年度 - 1995年度
渡辺香理（歌のお姉さん）、早川史郎（リズムのおじさん）

## スタッフ
- 構成 - 朝倉尚、杉山王郎
- 音楽 - カウントバッファローズオフィス、早川史郎
- 編曲 - 直居隆雄
- 演奏 - 松宮幹彦、佐々木誠、ミルトン富田、渋井博
- 人形操作 - まきたまさこ
- 絵 - になきあきこ、梅谷育代
- リトミック - 石丸由理
- 振付 - 岡本高政

## 楽曲

### 主題歌
- 地球はメリーゴーランド（作詞：柴田陽平 / 作曲：小六禮次郎 / 歌：鳥塚しげき、笠原あかね、東京放送児童合唱団 / 演奏：カウントバッファローズ）
- ワンツー・どん（作詞：かずきかずみ / 作曲：上柴はじめ / 歌：春口雅子、東京放送児童合唱団 / 演奏：カウントバッファローズ）
- げんきななかま（作詞：一樹和美 / 作曲：上柴はじめ / 歌：稲村なおこ→あまのみちこ→渡辺香理、東京放送児童合唱団 / 演奏：カウントバッファローズ）
- 太平洋が笑ったら（作詞：東龍男 / 作曲：若松正司）

### 挿入歌
番組内で歌われた歌曲。既製の童謡もよく歌われたが、この番組のために作られたオリジナル曲も多い。作曲は主に小六禮次郎、若松正司、お兄さん役の鳥塚しげき、カウントバッファローズの村岡健（木管楽器）、上柴はじめ（ピアノ）が担当した。
- イルカはざんぶらこ[注釈 1]
- 宇宙人のテレパシー
- 虫虫虫めがねの歌
- 魔女のタンゴ
- サンバを踊ろう
- まいごのカンガルー
- アイスクリームパラダイス
- まちからきたあのこ
- かもつれっしゃ
- ポップ ポップ コーン
- ホットケーキだいすき
- ふたごのシマウマ
- どうぶつサンバ
- コロンブスがころんだ
- そばかすロックはサウスポー
- だるまさんがあるいた
- グーチョキパー
- 気分はサイコー
- 波がザブザブザンブラコ
- 楽しい雪あそび
- だれにだっておたんじょうび[注釈 2]
- ポプラの気持ち
- UFOマンボ
- 名探偵のチャチャチャ
- ハローはすてきなごあいさつ
- チーチコチャチャチャはおまじない
- どんくんのえかきうた
- そらでえんそくしてみたい
- ともだちのつくりかた
- 地球はみんなのものなんだ[注釈 3]
- だれでもすてきなミュージシャン
- せっしゃコンビ忍者
- 世界中がともだち
- どんくん音頭[注釈 4]
- 秋のヴァイオリン
- フラメン仮面のおでましだ
- 地球の音
- きょうりゅうがきたぞ
- スティック・ティック
- 学校ケンパ
- きょうからともだち
- あおいそらにえをかこう[注釈 5]
- かぜっこふゆっこさむがりっこ
- グッチョコパ
- ガチャガチャバンド
- かえるのうた
- げんこつやまうたおう
- きしゃははしる
- くるりとまわってヘイ！
- せっしゃコンビにんじゃ
- ドリブルじゃんけん
- おはなしつくろう
- 早口ラップ
- ウーカービーのプーカードゥー
- 12人のたんけんたい
- かいぞくのうた
- おはようさよなら
- にちようびのおひさま